# کاف اخضر
کاف اخضر (به عربی: الکاف الأخضر) یک شهرداری در الجزایر است که در استان مدیه واقع شده‌است. کاف اخضر ۱۰۷٫۹۹ کیلومتر مربع مساحت و ۴٬۴۰۳ نفر جمعیت دارد.